# Heidi Vogel
Heidi Vogel (* 28. Mai 1951  in Auerbach/Vogtl.) ist eine deutsche Malerin und Grafikerin.

## Leben und Werk
Heidi Vogel absolvierte nach dem Abitur eine Lehre als Krankenschwester. Von 1969 bis 1971 studierte sie ohne Abschluss an der Humboldtuniversität Berlin Physik. Von 1970 bis 1972 machte sie an der Kunsthochschule Berlin-Weißensee ein Abendstudium und anschließend von 1973 bis 1976 ein Direktstudium bei Axel Bertram, Fritz Panndorf und Dietrich Noßky. Von 1976 bis 1978 studierte sie an der Hochschule für Bildende Künste Dresden. Ihr Diplom Freie Grafik machte sie bei Gerhard Kettner. Seitdem ist sie freischaffend tätig, erst in Senftenberg und jetzt in Berlin-Pankow. Von 1983 bis 1985 war sie als Stipendiatin Meisterschülerin bei Kettner an der Akademie der Künste der DDR.
Seit 1975 führten Studienaufenthalte sie in die damalige UdSSR, u. a. auch in die mittelasiatischen Republiken, nach Ungarn, Rumänien, Polen, Bulgarien und in die CSSR, nach Paris, Venedig, Assisi und 2002 nach Benin.
Heidi Vogel ist vor allem Holzschneiderin, schuf aber auch Tafelbilder.
Ein „Statement“ Heidi Vogels von 2011 lautet:
„Wegnehmen also, wenig stehenlassen.

Linie, Fleck, Geflecht. Mal von innen nach außen,

dann wieder vom Rand zum Zentrum hin arbeiten.

Extrahieren, zusammenfassen, reduzieren.

Überflüssiges immer wieder abdecken, übermalen.

Form und Restform entwickeln so allmählich sich selbst zum Bilde hin.“
Heidi Vogel hatte eine bedeutende Anzahl von Einzelausstellungen und Ausstellungsbeteiligungen. Bis 1990 war sie Mitglied im Verband Bildender Künstler der DDR.
Werke Heidi Vogels befinden sich u. a. im Museum der bildenden Künste Leipzig, im Kupferstichkabinett Dresden, im Brandenburgischen Landesmuseum für moderne Kunst Cottbus, im Staatlichen Museum Schwerin, in der Akademie der Künste Berlin, in der Kunsthalle Rostock, in den Gedenkstätten Buchenwald, Sachsenhausen und Majdanek und in der Martin-Luther-Gedenkstätte Wittenberg.

## Druckgrafiken (Auswahl)
- Täglicher Faschismus. (um 1982, Grafik-Folge, u. a. Heilige Familie; Linolschnitt; auf der IX. Kunstausstellung der DDR)[5]
- Abschied. (1985, Holzschnitt; auf der X. Kunstausstellung der DDR)[6]
- Danach. (1985, Holzschnitt; auf der X. Kunstausstellung der DDR)[7]
- Kottbuser Tor (2020, Holzschnitt)[8]

## Ausstellungen (unvollständig)

### Einzelausstellungen
- 1980: Lübben, Orangerie (Holzschnitte)
- 1986: Berlin, Galerie Mitte
- 1987: Leipzig, Klubgalerie des G.-W. Leibniz-Klubs
- 1988: Cottbus, Galerie Carl Blechen
- 1993: Davos, Hotel Bethanien
- 1993: Berlin, Ladengalerie am Kurfürstendamm
- 1998: Klempenow, Burg Klempenow
- 1998: Berlin, Galerie Solitaire (mit Christina Renker)
- 2001: Berlin, Galerie Mitte
- 2005: Altlangsow, Schul- und Bethaus
- 2012: Berlin, Galerie Pohl (mit Olaf Nehmzow)
- 2013: Dannenwalde, Kirche Dannenwalde („Bilder über das Wetter“; Malerei)

### Teilnahme an zentralen und wichtigen regionalen Ausstellungen in der Zeit der DDR
- 1979 und 1984: Cottbus, Bezirkskunstausstellung
- 1981: Košice, Internationales Pleinair
- 1982: Cottbus, Kunstsammlung Cottbus („Aspekte Cottbuser Kunst“)
- 1982/1983 und 1987/1988: Dresden, IX. und X. Kunstausstellung der DDR
- 1983: Moskau (Wettbewerb junger Künstler der UdSSR und der DDR)
- 1986: Berlin und weitere Städte („100 ausgewählte Grafiken“)
- 1986: Cottbus, Staatliche Kunstsammlungen („Bekenntnis und Tat“)
- 1987: Berlin, Akademie der Künste („11 Meisterschüler“)
- 1989: Berlin, Bezirkskunstausstellung